# Championnats d'Albanie de cyclisme sur route
Les championnats d'Albanie de cyclisme sur route sont organisés périodiquement depuis 1998.

## Hommes

### Course en ligne

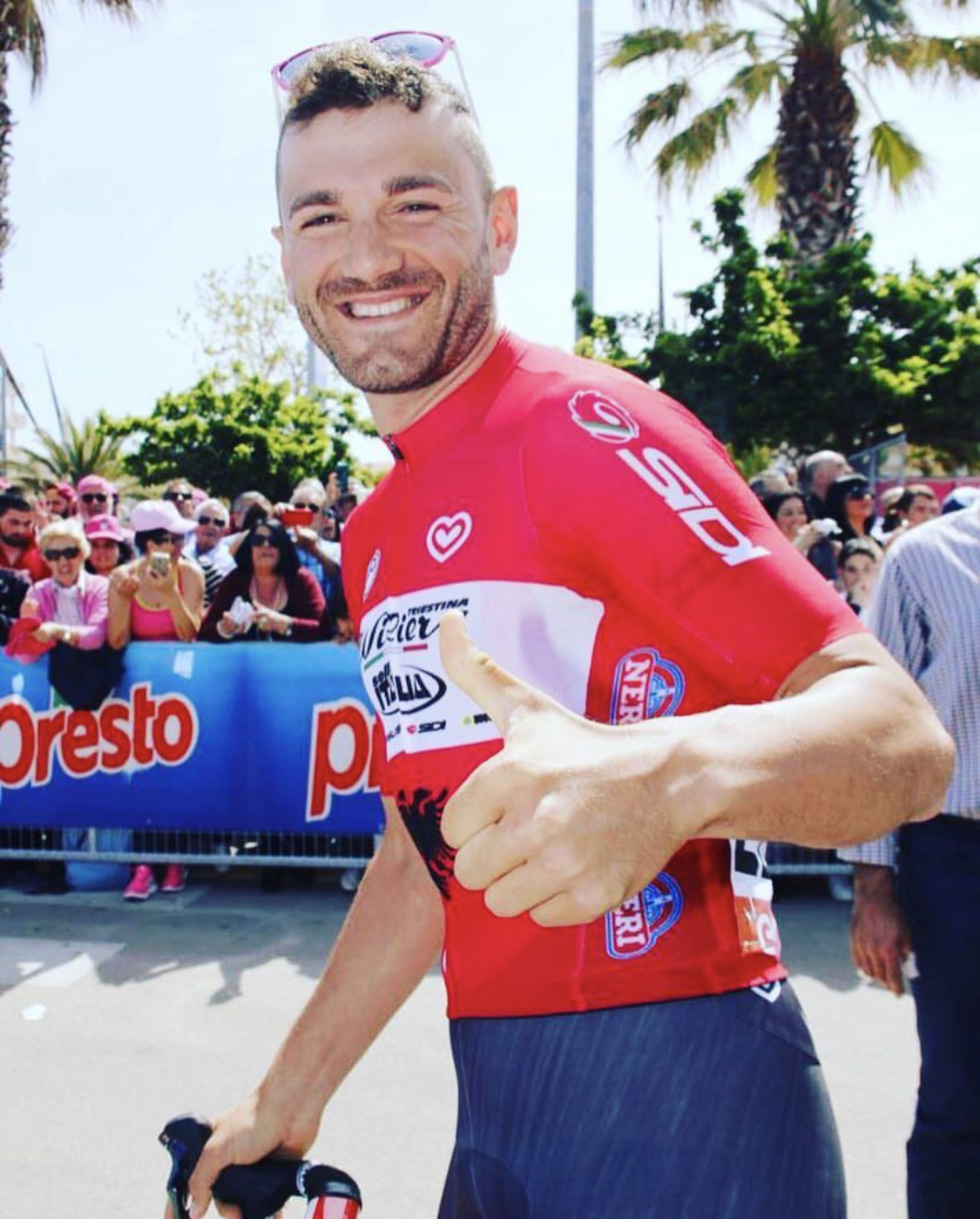
Eugert Zhupa vêtu de son maillot de champion d'Albanie lors du Tour d'Italie 2017

| Année | Vainqueur               | Deuxième       | Troisième        |
| ----- | ----------------------- | -------------- | ---------------- |
| 1998  | Besnik Musaj (en)       | Gezim Miloja   | Altin Buzi       |
| 1999  | Besnik Musaj (en)       | Agron Bogan    | Alexander Lazri  |
| 2002  | Besnik Musaj (en)       | Vangjel Kule   | Palion Zarka     |
| 2007  | Palion Zarka            | Erjon Buzi     | Jonid Tosku      |
| 2008  | Shpat Karai             | Besmir Banushi | Erjon Buzi]      |
| 2009  | Eugert Zhupa            | Redi Halilaj   | Ervin Haxhi (nl) |
| 2010  | Redi Halilaj            | Ylber Sefa     | Besmir Banushi   |
| 2011  | Eugert Zhupa            | Besmir Banushi | Erjon Buzi       |
| 2012  | Eugert Zhupa            | Ylber Sefa     | Besmir Banushi   |
| 2013  | Redi Halilaj            | Yrmet Kastrati | Olsian Velia     |
| 2014  | Xhuliano Kamberaj       | Iltjan Nika    | Klinti Grembi    |
| 2015  | Redi Halilaj            | Iltjan Nika    | Eugert Zhupa     |
| 2016  | Eugert Zhupa            | Iltjan Nika    | Redi Halilaj     |
| 2017  | Ylber Sefa              | Redi Halilaj   | Besmir Banushi   |
| 2018  | Ylber Sefa              | Eugert Zhupa   | Olsian Velia     |
| 2019  | Ylber Sefa              | Olsian Velia   | Drini Bardhi     |
| 2020  | Ylber Sefa              | Olsian Velia   | Besmir Banushi   |
| 2021  | Ylber Sefa              | Kristi Sota    | Drini Bardhi     |
| 2022  | Ylber Sefa              | Mikel Demiri   | Brikel Barci     |
| 2023  | Lukas Sulaj Kloppenborg | Olsian Velia   | Ylber Sefa       |
| 2024  | Olsian Velia            | Flavio Venomi  | Mateo Balaj      |
| 2025  | Lukas Sulaj Kloppenborg | Henri Hysa     | Olsian Velia     |

### Contre-la-montre
| Année | Vainqueur    | Deuxième                | Troisième       |
| ----- | ------------ | ----------------------- | --------------- |
| 2002  | Palion Zarka | Besnik Musaj (en)       | Admir Hasimaj   |
| 2007  | Palion Zarka | Erjon Plaka             | Besmir Banushi  |
| 2008  | Palion Zarka | Ervin Haxhi             | Leonard Zeneli  |
| 2009  | Eugert Zhupa | Ervin Haxhi             | Palion Zarka    |
| 2010  | non organisé |                         |                 |
| 2011  | Eugert Zhupa | Ylber Sefa              | Sufa Autin      |
| 2012  | Eugert Zhupa | Ylber Sefa              | Donald Mukaj    |
| 2013  | Redi Halilaj | Olsian Velia            | Marius Huqi     |
| 2014  | Iltjan Nika  | Xhuliano Kamberaj       | Marildo Yzeiraj |
| 2015  | Eugert Zhupa | Iltjan Nika             | Besmir Banushi  |
| 2016  | Eugert Zhupa | Ylber Sefa              | Laert Bregu     |
| 2017  | Iltjan Nika  | Besmir Banushi          | Olsian Velia    |
| 2018  | Eugert Zhupa | Olsian Velia            | Besmir Banushi  |
| 2019  | Ylber Sefa   | Olsian Velia            | Drini Bardhi    |
| 2020  | Ylber Sefa   | Olsian Velia            | Besmir Banushi  |
| 2021  | Ylber Sefa   | Olsian Velia            | Drini Bardhi    |
| 2022  | Ylber Sefa   | Brikel Barci            | Mikel Demiri    |
| 2023  | Ylber Sefa   | Olsian Velia            | Mateo Balaj     |
| 2024  | Olsian Velia | Mateo Balaj             | Flavio Venomi   |
| 2025  | Olsian Velia | Lukas Sulaj Kloppenborg | Mateo Balaj     |

## Espoirs Hommes

### Course en ligne
| Année | Vainqueur    | Deuxième        | Troisième    |
| ----- | ------------ | --------------- | ------------ |
| 2015  | Iltjan Nika  | Marildo Yzeiraj | Krisel Sota  |
| 2017  | Iltjan Nika  | Kristi Sota     | Devis Hasa   |
| 2019  | Klidi Jaku   | Bruno Kola      | Marcelo Kola |
| 2020  | Gjergj Zefi  | Ilia Cota       | Marcelo Kola |
| 2021  | Mikel Demiri | Bruno Kola      | Jorgo Gjata  |

### Contre-la-montre
| Année | Vainqueur    | Deuxième        | Troisième    |
| ----- | ------------ | --------------- | ------------ |
| 2015  | Iltjan Nika  | Marildo Yzeiraj | Krisel Sota  |
| 2019  | Klidi Jaku   | Bruno Kola      | Marcelo Kola |
| 2020  | Ilia Cota    | Gjergj Zefi     | Bruno Kola   |
| 2021  | Mikel Demiri | Gjergj Zefi     | Bruno Kola   |